# 문명자
문명자(미국명 줄리 문, Julie Moon, 1930년 10월 28일 ~ 2008년 7월 21일)는 재미 교포 언론인이다. 조선일보, 동아일보, 경향신문, MBC TV 주미 특파원으로 근무했고 미국여기자협회 부회장, 미국기자협회 이사를 역임했다. ‘줄리 문’이라는 미국 이름은 소설 《대지》로 노벨문학상을 받은 펄 벅이 지어준 것이다.

## 생애
1930년 경상북도 금릉군에서 태어나 숙명여자고등학교를 졸업했으며 한국 전쟁을 맞아 일본으로 건너갔고 일본 메이지 대학 상학과를 졸업하고 와세다 대학 대학원에서 국제법을 전공하였다. 배우자는 동양통신 초대 워싱턴 특파원 최동현이고 아들 리처드, 딸 주리아가 있다.
와세다 대학 대학원에 재학 중이던 1956년 대한민국 최대 여성지 <여원>의 도쿄 지국장으로 언론인 생활을 시작하였다. 1961년 조선일보 주미 특파원으로 워싱턴에 부임한 뒤 동아일보, 경향신문, MBC TV 특파원을 거쳤다. 대한민국 출신 기자 최초로 중화인민공화국의 덩샤오핑과 조선민주주의인민공화국의 김일성을 인터뷰했다. 1965년에는 린든 존슨 미국 제36대 대통령과의 인연으로 대한민국의 베트남 전쟁 전투병력 파병 방침을 전하는 등 여러 특종으로 명성을 쌓았다.
1980년 4월 미국의 여성 기자 17명을 이끌고 단장의 임무를 맡아 중화인민공화국을 방문했고 1990년 남북고위급회담 이후 방북 취재를 시작해 1992년, 1994년 두 차례에 걸쳐 김일성을 인터뷰해 세계적 관심을 받았다. 1992년 80회 생일을 맞은 김일성과 인터뷰를 했고, 1994년 김일성이 사망했을 때 평양을 방문해 조문하기도 했으며, 2000년 6월 남북정상회담 직후 김정일을 인터뷰 해 취재 내용을 월간 <말>에 기고했다.
김대중 납치 사건 보도와 이후락 중앙정보부장 비난 발언 등으로 신변 위협을 받자 1973년 11월 미국에 망명을 신청했고 이 망명 신청은 미국과 일본의 주요 언론에 소개될 만큼 국제적인 화제가 되었다. 1974년 통신사 <유에스아시안뉴스>를 설립으며 <유에스아시안뉴스> 주필로 지내던 와중에 2008년 7월 21일 심장마비로 사망했다. 미국여기자협회 부회장, 미국기자협회 이사를 역임하는 등 재미 한인으로서 미국 주류 사회에 깊숙이 진출한 인물 중 하나로 평가받았다.

## 저서
- 《내가 본 박정희와 김대중》. 월간말. 1999년. ISBN 9788995091616

- 인터넷Book 책전문 379 Page

society-true.blogspot.kr

## 관련 서적
- 《말》 . 2000년 6월. ISBN 6000011121
- 《말》 . 2000년 8월. ISBN 6000013544 {{isbn}}의 변수 오류: 유효하지 않은 ISBN.
- 이동조. 《펜으로 세상을 움직여라》. 답게. 2005년. ISBN 9788975741982